# On the Border (film 1915)
On the Border è un cortometraggio muto del 1915. Non si conosce il nome del regista del film che, basato su un soggetto di F. McGrew Willis e prodotto dalla Selig Polyscope Company, aveva come interpreti Robyn Adair e Virginia Kirtley.

## Produzione
Il film fu prodotto dalla Selig Polyscope Company.

## Distribuzione
Distribuito dalla General Film Company, il film - un cortometraggio in una bobina - uscì nelle sale cinematografiche statunitensi il 29 giugno 1915.